# Deirestan
Deirestan (en persan : دیرستان) est un village iranien situé sur l'île de Qechm, dans la province de Hormozgan.